# Dynamotheorie

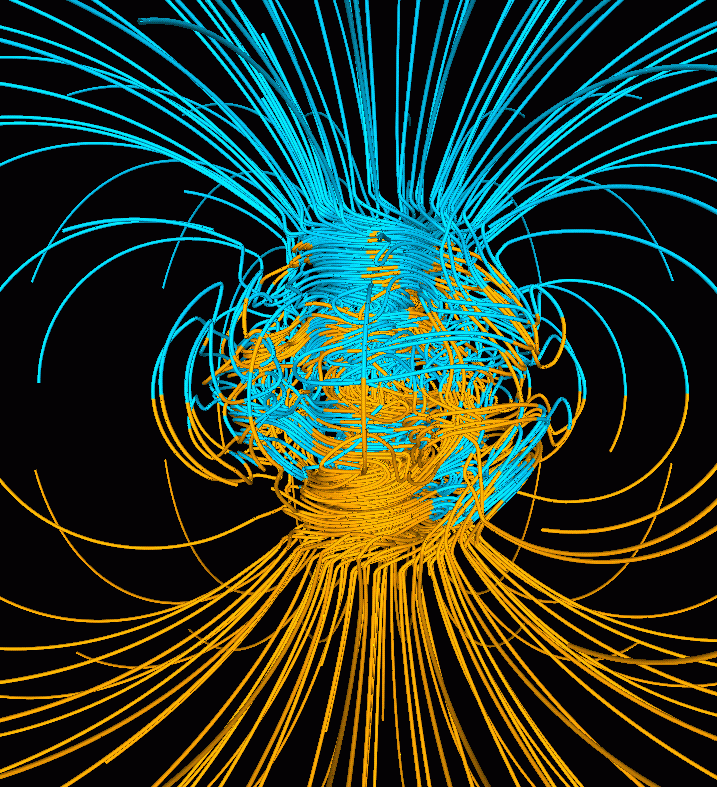
Chaotische storing van het aardmagneetveld. Het buitenveld laat zich niet meer als dipolairveld beschrijven

De dynamotheorie is een wetenschappelijke theorie die poogt te verklaren waarom sommige hemellichamen een magnetosfeer hebben. De theorie geldt met name voor de Aarde, maar kan ook gebruikt worden voor andere planeten.
Bij een dynamo leidt beweging van een conductieve massa in de aanwezigheid van een magnetisch veld tot het in stand houden van dat magnetisch veld. De dynamotheorie stelt dat de aanwezigheid van conductieve vloeistoffen of gassen zoals de vloeibare metallische buitenkern en vaste binnenkern van de Aarde, of het geïoniseerde gas van de Zon de betreffende magnetosferen in stand houdt.
Door magnetohydrodynamische vergelijkingen te gebruiken kan onderzocht worden hoe de stroming van conductieve materialen in het binnenste van planeten of sterren het veld opwekt. Tot nu toe zijn er echter geen resultaten van succesvolle experimenten gepubliceerd die de dynamotheorie ondersteunen. Tot op heden wordt onvoldoende begrepen waarom de aarde zijn magnetisch veld gedurende zijn levensduur heeft vastgehouden. Bovendien blijken ook andere hemellichamen (zoals de maan en Mercurius) een magnetisch veld te hebben of hebben gehad, terwijl de theorie had voorspeld dat dit niet mogelijk is.